# Astragalus triflorus
Astragalus triflorus är en ärtväxtart som först beskrevs av Dc., och fick sitt nu gällande namn av Asa Gray. Astragalus triflorus ingår i släktet vedlar, och familjen ärtväxter. Inga underarter finns listade i Catalogue of Life.